# 采扎里·谢斯
采扎里·谢斯（波蘭語：Cezary Siess，1968年3月15日—），波兰男子击剑运动员。他曾代表波兰参加1988年和1992年夏季奥林匹克运动会击剑比赛，其中1992年奥运会获得一枚铜牌。